# Moscheea regelui Abdullah I

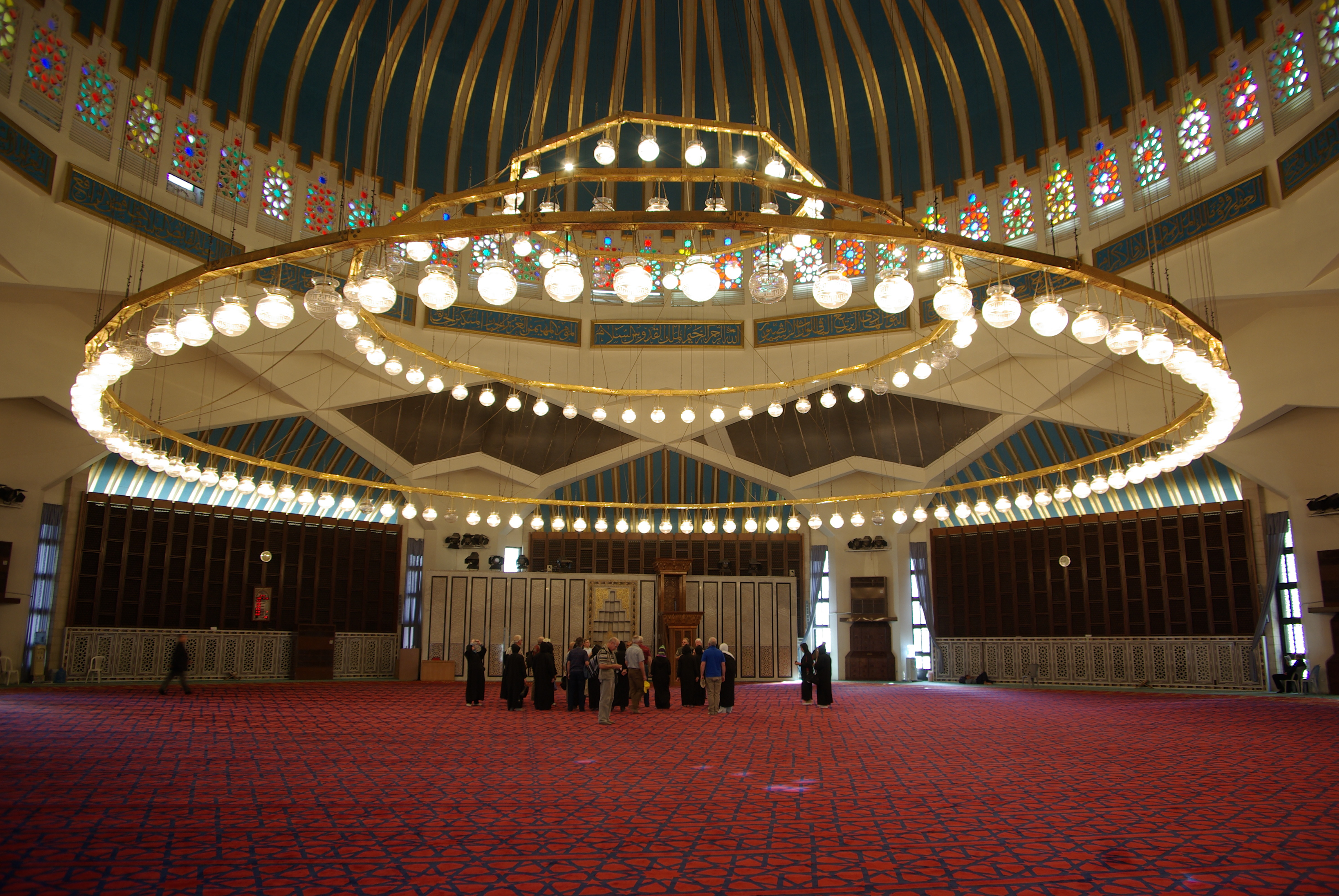
Interior

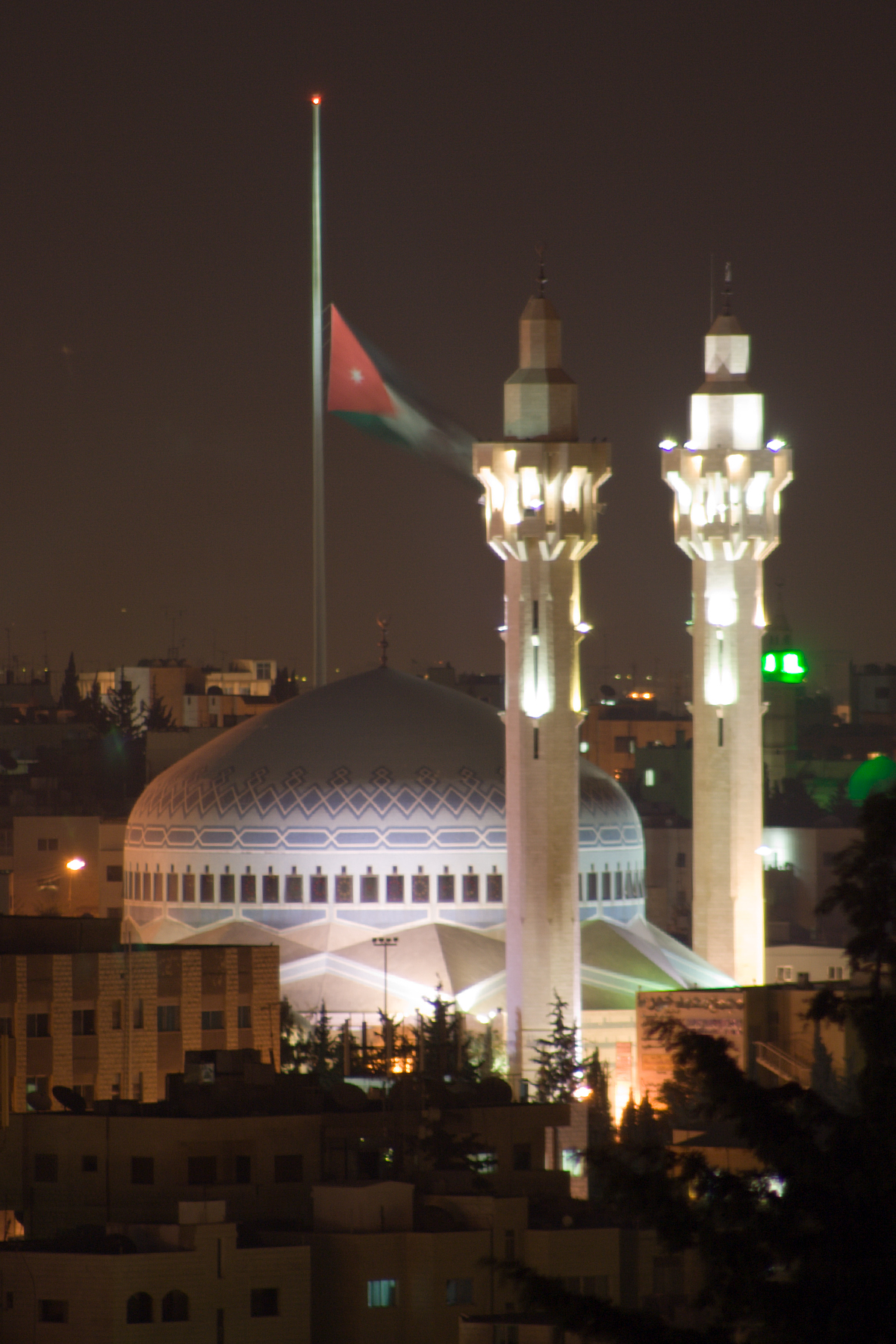
Moscheea regelui Abdullah I noaptea

Moscheea regelui Abdullah I este o moschee situată în Amman, Iordania și a fost construită între 1982 și 1989. Este acoperită de o magnifică cupolă de mozaic albastru sub care se pot ruga 3.000 de musulmani.
Turiștii au voie să viziteze moscheea, dar bărbații trebuie să poarte pantaloni lungi, iar femeile trebuie să-și acopere capul, brațele și picioarele. O rochie cu glugă este oferită gratuit în acest scop.